# Synagoga Sefer Chaim w Buenos Aires
Synagoga Sefer Chaim w Buenos Aires (z hebr. Księga Życia) – synagoga znajdująca się w Buenos Aires, stolicy Argentyny. Jest pierwszą więzienną synagogą w Ameryce Łacińskiej.
Synagoga została założona w 2006 roku w więzieniu Devoto z inicjatywy Daniela Govercheskyego, studenta seminarium rabinicznego usługującego w więźniom. Wcześniej wyznawcy judaizmu odbywający karę spotykali się z rabinami w więziennej kaplicy rzymskokatolickiej. Podczas uroczystości otwarcia 6 więźniów wniosło zwoje Tory, śpiewając pieśni w języku hebrajskim.